# MI11
MI11 – Sekcja 11 Brytyjskiego Wywiadu Wojskowego, była oddziałem Brytyjskiego Zarządu Wywiadu Wojskowego, części Biura Wojny. Pełnił funkcję Polowej Policji Bezpieczeństwa (ang Field Security Police). Rozwiązany po II wojnie światowej.